# L'italiano inutile
L'italiano inutile è un saggio di Giuseppe Prezzolini.

## Descrizione
(da L'italiano inutile, 1954)